# Carola Fischer
Carola Fischer (* in Berlin) ist eine deutsche Opern-/Operettsängerin in der Stimmlage Mezzosopran/Alt.

## Leben und Wirken
Carola Fischer wuchs in Berlin auf. Zunächst galt ihr Hauptinteresse dem Leistungssport: Turnen, dann Eiskunstlauf. Als ihr eine sportliche Laufbahn verwehrt blieb, entschied sie sich für ein Gesangsstudium an der Hochschule für Musik Hanns Eisler. Bereits während ihres Studiums erhielt sie erste Gastverträge, u. a. an den Musikbühnen in Schwerin und an der Komischen Oper Berlin.
Nach dem Studium begann Carola Fischer ihre Laufbahn 1981 am Staatstheater Cottbus, dessen Ensemble sie seitdem angehört. Dort war ihre erste Rolle die der Fidalma in der Opera buffa Il matrimonio segreto. Anfänglich gastierte die Künstlerin zugleich für fünf Jahre an der Oper Leipzig und am Anhaltischen Theater in Dessau. Gastengagements führten Carola Fischer nach Erfurt, Flensburg, Schwetzingen, zu den Chiemgauer Festspielen, nach Halle sowie an die Deutsche Staatsoper Berlin. Im letztgenannten Theater sang sie den Cherubin und die Le Jay in Siegfried Matthus Uraufführung Graf Mirabeau.
Neben ihrer Bühnenpräsenz tritt sie auch als Lied-/Konzertsängerin auf.

## Rollenrepertoire (Auswahl)
- Cherubino in „Die Hochzeit des Figaro“ (Mozart)
- Hexe in „Rusalka“ (Dvořák)
- Preziosilla in „La Forza del destino“ (Verdi)
- Octavian in „Der Rosenkavalier“ (Strauss)
- Brangäne in „Tristan und Isolde“ (Wagner)
- Ortrud in „Lohengrin“ (Wagner)
- Venus in „Tannhäuser“ (Wagner)
- Fricka in „Rheingold“ (Wagner)
- Judith in „Herzog Blaubarts Burg“ (Bartók)
- Kabanicha in „Katja Kabanowa“ (Janáček)
- Carmen in "Carmen" (Bizet)
- Marie in „Wozzeck“ (Berg)
- Anthilde in „Die Csárdásfürstin“ (Kálmán)

## Ehrungen
- 2003 erhielt sie den Max-Grünebaum-Preis für besondere künstlerische Leistungen am Staatstheater Cottbus.[3]